# Campeonato Ecuatoriano de Fútbol Femenino 2014
El Campeonato Ecuatoriano de Fútbol Femenino 2014 fue la 2.ª edición de la Serie A Femenina del fútbol ecuatoriano. El torneo fue organizado por la Comisión Nacional de Fútbol Aficionado, anexa a la Federación Ecuatoriana de Fútbol.
Rocafuerte Fútbol Club se proclamó campeón por segunda vez en su historia, consiguiendo de esta manera su primer bicampeonato consecutivo.

## Sistema de competición
Los 12 equipos participantes se enfrentaron bajo el sistema de todos contra todos en partidos de ida y vuelta. El mejor ubicado en la tabla se proclamó campeón del torneo, siendo a su vez, el clasificado a la Copa Libertadores Femenina 2014, mientras que los dos peores ubicados descendieron a la Serie B.

## Equipos participantes

### Relevo anual de clubes
| \| Pos \| Descendidos a la Serie B \| \| --- \| ----------------------------------------------------------- \| \| 4.° \| Conaviro (Último en el Grupo A Primera Etapa) \| \| 4.° \| La Troncal Unida (Último en el Grupo B Primera Etapa)[n. 1] \| \| 4.° \| Alianza (Último en el Grupo C Primera Etapa) \| \| 4.° \| Nuevas Estrellas (Último en el Grupo D Primera Etapa) \| |                                                       |
| Pos | Descendidos a la Serie B                              |
| 4.° | Conaviro (Último en el Grupo A Primera Etapa)         |
| 4.° | La Troncal Unida (Último en el Grupo B Primera Etapa) |
| 4.° | Alianza (Último en el Grupo C Primera Etapa)          |
| 4.° | Nuevas Estrellas (Último en el Grupo D Primera Etapa) |

### Información de los equipos
| Equipo                    | Ciudad        | Provincia     |
| ------------------------- | ------------- | ------------- |
| Cruz del Sur              | Tena          | Napo          |
| Cumandá                   | Puyo          | Pastaza       |
| Espuce                    | Quito         | Pichincha     |
| Grupo Siete               | Montecristi   | Manabí        |
| Las Palmas                | Santo Domingo | Santo Domingo |
| Liga de Quito Amateur     | Quito         | Pichincha     |
| Quito                     | Quito         | Pichincha     |
| Rocafuerte                | Guayaquil     | Guayas        |
| Siete de Febrero          | Babahoyo      | Los Ríos      |
| Unión                     | Babahoyo      | Los Ríos      |
| Unión Española            | Guayaquil     | Guayas        |
| Universidad San Francisco | Quito         | Pichincha     |

### Equipos por ubicación geográfica
| Provincia     | N.º | Equipos                                                              |
| ------------- | --- | -------------------------------------------------------------------- |
| Pichincha     | 4   | - Espuce - Liga de Quito Amateur - Quito - Universidad San Francisco |
| Guayas        | 2   | - Rocafuerte - Unión Española                                        |
| Los Ríos      | 2   | - Siete de Febrero - Unión                                           |
| Manabí        | 1   | - Grupo Siete                                                        |
| Napo          | 1   | - Cruz del Sur                                                       |
| Pastaza       | 1   | - Cumandá                                                            |
| Santo Domingo | 1   | - Las Palmas                                                         |

| Espuce Liga de Quito Amateur Quito Universidad San Francisco Rocafuerte Unión Española Siete de Febrero Unión Las Palmas Grupo Siete Cruz del Sur Cumandá |

## Desarrollo

### Clasificación
|  |     | Equipo                    | PJ | PG | PE | PP | GF  | GC | DG   | PTS |
|  | --- | ------------------------- | -- | -- | -- | -- | --- | -- | ---- | --- |
|  | 1.  | Rocafuerte                | 22 | 21 | 1  | 0  | 134 | 5  | +129 | 64  |
|  | 2.  | Siete de Febrero          | 22 | 17 | 3  | 2  | 68  | 26 | +42  | 54  |
|  | 3.  | Quito                     | 22 | 14 | 3  | 5  | 59  | 24 | +35  | 45  |
|  | 4.  | Espuce                    | 22 | 11 | 7  | 4  | 51  | 22 | +29  | 40  |
|  | 5.  | Liga de Quito Amateur     | 22 | 9  | 2  | 11 | 39  | 44 | -5   | 29  |
|  | 6.  | Universidad San Francisco | 22 | 8  | 4  | 10 | 30  | 28 | +2   | 28  |
|  | 7.  | Cumandá                   | 22 | 7  | 3  | 12 | 31  | 64 | -33  | 24  |
|  | 8.  | Unión Española            | 22 | 7  | 2  | 13 | 32  | 43 | -11  | 23  |
|  | 9.  | Unión                     | 22 | 7  | 0  | 15 | 39  | 70 | -31  | 21  |
|  | 10. | Grupo Siete               | 22 | 6  | 2  | 14 | 23  | 85 | -62  | 20  |
|  | 11. | Las Palmas                | 22 | 4  | 5  | 13 | 25  | 49 | -24  | 17  |
|  | 12. | Cruz del Sur              | 22 | 5  | 0  | 17 | 28  | 99 | -71  | 15  |

|  | Campeón del torneo y clasificó a la Copa Libertadores Femenina 2014. |
|  | Descendieron a la Serie B 2015.                                      |

#### Evolución de la clasificación
| Equipo / Fecha            | 01 | 02 | 03 | 04 | 05 | 06 | 07 | 08 | 09 | 10 | 11 | 12 | 13 | 14 | 15 | 16 | 17 | 18 | 19 | 20 | 21 | 22 |
| ------------------------- | -- | -- | -- | -- | -- | -- | -- | -- | -- | -- | -- | -- | -- | -- | -- | -- | -- | -- | -- | -- | -- | -- |
| Rocafuerte                | 1  | 1  | 1  | 1  | 1  | 1  | 1  | 1  | 1  | 1  | 1  | 1  | 1  | 1  | 1  | 1  | 1  | 1  | 1  | 1  | 1  | 1  |
| Siete de Febrero          | 2  | 2  | 2  | 2  | 2  | 2  | 2  | 2  | 2  | 2  | 2  | 2  | 2  | 2  | 2  | 2  | 2  | 2  | 2  | 2  | 2  | 2  |
| Quito                     | 6  | 4  | 3  | 3  | 3  | 3  | 3  | 3  | 3  | 4  | 4  | 4  | 4  | 4  | 4  | 4  | 4  | 4  | 4  | 3  | 3  | 3  |
| Espuce                    | 4  | 3  | 4  | 5  | 5  | 6  | 5  | 5  | 4  | 3  | 3  | 3  | 3  | 3  | 3  | 3  | 3  | 3  | 3  | 4  | 4  | 4  |
| Liga de Quito Amateur     | 8  | 7  | 7  | 9  | 7  | 7  | 9  | 8  | 6  | 6  | 6  | 6  | 6  | 6  | 7  | 6  | 5  | 6  | 5  | 5  | 5  | 5  |
| Universidad San Francisco | 5  | 8  | 5  | 4  | 4  | 4  | 4  | 4  | 5  | 5  | 5  | 5  | 5  | 5  | 5  | 5  | 6  | 5  | 6  | 6  | 6  | 6  |
| Cumandá                   | 11 | 10 | 12 | 12 | 12 | 9  | 11 | 9  | 10 | 7  | 9  | 11 | 7  | 7  | 6  | 7  | 7  | 7  | 8  | 8  | 8  | 7  |
| Unión Española            | 9  | 6  | 8  | 6  | 8  | 8  | 7  | 7  | 8  | 9  | 7  | 7  | 8  | 8  | 8  | 8  | 8  | 8  | 7  | 7  | 7  | 8  |
| Unión                     | 3  | 5  | 6  | 8  | 9  | 10 | 8  | 10 | 11 | 10 | 10 | 8  | 9  | 9  | 11 | 11 | 10 | 10 | 10 | 9  | 9  | 9  |
| Grupo Siete               | 12 | 12 | 11 | 7  | 6  | 5  | 6  | 6  | 7  | 8  | 8  | 10 | 11 | 11 | 9  | 9  | 11 | 11 | 11 | 11 | 11 | 10 |
| Las Palmas                | 7  | 9  | 10 | 11 | 11 | 12 | 12 | 12 | 12 | 12 | 12 | 9  | 10 | 10 | 10 | 10 | 9  | 9  | 9  | 10 | 10 | 11 |
| Cruz del Sur              | 10 | 11 | 9  | 10 | 10 | 11 | 10 | 11 | 9  | 11 | 11 | 12 | 12 | 12 | 12 | 12 | 12 | 12 | 12 | 12 | 12 | 12 |

### Resultados
| Fecha 1 | Fecha 1                   | Fecha 1   | Fecha 1               | Fecha 1 | Fecha 1           | Fecha 1     | Fecha 1 |
|         | Local                     | Resultado | Visitante             |         | Estadio           | Fecha       | Hora    |
| ------- | ------------------------- | --------- | --------------------- | ------- | ----------------- | ----------- | ------- |
|         | Rocafuerte                | 10 - 0    | Grupo Siete           |         | Holcim Arena      | 15 de marzo | 10:00   |
|         | Las Palmas                | 0 - 0     | Quito                 |         | Etho Vega         | 15 de marzo | 14:00   |
|         | Cumandá                   | 1 - 5     | Siete de Febrero      |         | Fedelibap         | 15 de marzo | 16:00   |
|         | Unión                     | 5 - 1     | Cruz del Sur          |         | Rafael Vera Yépez | 16 de marzo | 10:00   |
|         | Espuce                    | 2 - 0     | Unión Española        |         | El Chan           | 16 de marzo | 12:00   |
|         | Universidad San Francisco | 2 - 1     | Liga de Quito Amateur |         | Francisco Reinoso | 16 de marzo | 15:30   |

| Fecha 2 | Fecha 2               | Fecha 2   | Fecha 2                   | Fecha 2 | Fecha 2              | Fecha 2     | Fecha 2 |
|         | Local                 | Resultado | Visitante                 |         | Estadio              | Fecha       | Hora    |
| ------- | --------------------- | --------- | ------------------------- | ------- | -------------------- | ----------- | ------- |
|         | Unión Española        | 3 - 0     | Cumandá                   |         | Holcim Arena         | 22 de marzo | 11:00   |
|         | Siete de Febrero      | 5 - 2     | Universidad San Francisco |         | Puebloviejo          | 22 de marzo | 11:00   |
|         | Liga de Quito Amateur | 2 - 1     | Unión                     |         | Alangasí             | 22 de marzo | 15:00   |
|         | Cruz del Sur          | 1 - 14    | Rocafuerte                |         | Leonardo Palacios    | 22 de marzo | 16:00   |
|         | Espuce                | 3 - 0     | Las Palmas                |         | El Chan              | 23 de marzo | 11:00   |
|         | Quito                 | 8 - 0     | Grupo Siete               |         | Casa de la Selección | 23 de marzo | 14:00   |

| Fecha 3 | Fecha 3               | Fecha 3   | Fecha 3                   | Fecha 3 | Fecha 3              | Fecha 3     | Fecha 3 |
|         | Local                 | Resultado | Visitante                 |         | Estadio              | Fecha       | Hora    |
| ------- | --------------------- | --------- | ------------------------- | ------- | -------------------- | ----------- | ------- |
|         | Las Palmas            | 0 - 5     | Rocafuerte                |         | Jimmy Alcívar        | 29 de marzo | 14:00   |
|         | Cumandá               | 0 - 1     | Cruz del Sur              |         | Fedelibap            | 29 de marzo | 16:00   |
|         | Liga de Quito Amateur | 0 - 1     | Siete de Febrero          |         | Casa de la Selección | 30 de marzo | 10:00   |
|         | Unión Española        | 0 - 4     | Quito                     |         | Holcim Arena         | 30 de marzo | 11:00   |
|         | Unión                 | 0 - 2     | Universidad San Francisco |         | Rafael Vera Yépez    | 30 de marzo | 11:00   |
|         | Grupo Siete           | 2 - 2     | Espuce                    |         | Reales Tamarindos    | 30 de marzo | 14:00   |

| Fecha 4 | Fecha 4                   | Fecha 4   | Fecha 4               | Fecha 4 | Fecha 4                  | Fecha 4    | Fecha 4 |
|         | Local                     | Resultado | Visitante             |         | Estadio                  | Fecha      | Hora    |
| ------- | ------------------------- | --------- | --------------------- | ------- | ------------------------ | ---------- | ------- |
|         | Quito                     | 4 - 1     | Liga de Quito Amateur |         | San Antonio de Pichincha | 5 de abril | 11:00   |
|         | Siete de Febrero          | 3 - 2     | Espuce                |         | Puebloviejo              | 5 de abril | 11:00   |
|         | Cruz del Sur              | 0 - 3     | Unión Española        |         | Aurelio Espinoza         | 5 de abril | 16:00   |
|         | Rocafuerte                | 9 - 0     | Cumandá               |         | Holcim Arena             | 6 de abril | 10:00   |
|         | Grupo Siete               | 2 - 1     | Unión                 |         | Reales Tamarindos        | 6 de abril | 11:00   |
|         | Universidad San Francisco | 2 - 0     | Las Palmas            |         | Francisco Reinoso        | 6 de abril | 15:30   |

| Fecha 5 | Fecha 5               | Fecha 5   | Fecha 5                   | Fecha 5 | Fecha 5               | Fecha 5    | Fecha 5 |
|         | Local                 | Resultado | Visitante                 |         | Estadio               | Fecha      | Hora    |
| ------- | --------------------- | --------- | ------------------------- | ------- | --------------------- | ---------- | ------- |
|         | Las Palmas            | 1 - 2     | Grupo Siete               |         | Obando y Pacheco      | 9 de abril | 12:00   |
|         | Unión                 | 2 - 4     | Siete de Febrero          |         | La Unión              | 9 de abril | 14:00   |
|         | Liga de Quito Amateur | 2 - 0     | Cruz del Sur              |         | César Aníbal Espinoza | 9 de abril | 15:30   |
|         | Unión Española        | 0 - 5     | Rocafuerte                |         | Holcim Arena          | 9 de abril | 16:00   |
|         | Cumandá               | 1 - 1     | Universidad San Francisco |         | Fedelibap             | 9 de abril | 16:00   |
|         | Espuce                | 1 - 1     | Quito                     |         | Complejo La Merced    | 9 de abril | 20:00   |

| Fecha 6 | Fecha 6                   | Fecha 6   | Fecha 6               | Fecha 6 | Fecha 6                  | Fecha 6     | Fecha 6 |
|         | Local                     | Resultado | Visitante             |         | Estadio                  | Fecha       | Hora    |
| ------- | ------------------------- | --------- | --------------------- | ------- | ------------------------ | ----------- | ------- |
|         | Rocafuerte                | 9 - 0     | Unión                 |         | Holcim Arena             | 12 de abril | 10:00   |
|         | Quito                     | 4 - 0     | Cruz del Sur          |         | San Antonio de Pichincha | 12 de abril | 11:00   |
|         | Siete de Febrero          | 3 - 1     | Unión Española        |         | Puebloviejo              | 12 de abril | 11:00   |
|         | Cumandá                   | 2 - 1     | Las Palmas            |         | Fedelibap                | 12 de abril | 16:00   |
|         | Grupo Siete               | 3 - 2     | Liga de Quito Amateur |         | Reales Tamarindos        | 13 de abril | 13:00   |
|         | Universidad San Francisco | 1 - 1     | Espuce                |         | Francisco Reinoso        | 13 de abril | 15:30   |

| Fecha 7 | Fecha 7               | Fecha 7   | Fecha 7                   | Fecha 7 | Fecha 7                  | Fecha 7     | Fecha 7 |
|         | Local                 | Resultado | Visitante                 |         | Estadio                  | Fecha       | Hora    |
| ------- | --------------------- | --------- | ------------------------- | ------- | ------------------------ | ----------- | ------- |
|         | Quito                 | 2 - 3     | Siete de Febrero          |         | San Antonio de Pichincha | 18 de abril | 11:00   |
|         | Unión Española        | 0 - 1     | Universidad San Francisco |         | Holcim Arena             | 18 de abril | 12:00   |
|         | Liga de Quito Amateur | 0 - 7     | Rocafuerte                |         | César Aníbal Espinoza    | 19 de abril | 14:00   |
|         | Cruz del Sur          | 4 - 1     | Grupo Siete               |         | Leonardo Palacios        | 19 de abril | 16:00   |
|         | Unión                 | 1 - 0     | Las Palmas                |         | Rafael Vera Yépez        | 20 de abril | 11:00   |
|         | Espuce                | 9 - 0     | Cumandá                   |         | General Rumiñahui        | 20 de abril | 12:00   |

| Fecha 8 | Fecha 8                   | Fecha 8   | Fecha 8               | Fecha 8 | Fecha 8           | Fecha 8     | Fecha 8 |
|         | Local                     | Resultado | Visitante             |         | Estadio           | Fecha       | Hora    |
| ------- | ------------------------- | --------- | --------------------- | ------- | ----------------- | ----------- | ------- |
|         | Cumandá                   | 5 - 1     | Unión                 |         | Fedelibap         | 26 de abril | 16:00   |
|         | Rocafuerte                | 4 - 0     | Espuce                |         | Holcim Arena      | 27 de abril | 10:00   |
|         | Grupo Siete               | 0 - 2     | Unión Española        |         | Reales Tamarindos | 27 de abril | 10:00   |
|         | Siete de Febrero          | 5 - 1     | Cruz del Sur          |         | Puebloviejo       | 27 de abril | 10:00   |
|         | Las Palmas                | 1 - 1     | Liga de Quito Amateur |         | Obando y Pacheco  | 27 de abril | 15:00   |
|         | Universidad San Francisco | 0 - 2     | Quito                 |         | Francisco Reinoso | 27 de abril | 15:30   |

| Fecha 9 | Fecha 9               | Fecha 9   | Fecha 9                   | Fecha 9 | Fecha 9               | Fecha 9   | Fecha 9 |
|         | Local                 | Resultado | Visitante                 |         | Estadio               | Fecha     | Hora    |
| ------- | --------------------- | --------- | ------------------------- | ------- | --------------------- | --------- | ------- |
|         | Las Palmas            | 3 - 1     | Unión Española            |         | Obando y Pacheco      | 1 de mayo | 11:00   |
|         | Rocafuerte            | 3 - 1     | Quito                     |         | Holcim Arena          | 1 de mayo | 16:00   |
|         | Unión                 | 0 - 3     | Espuce                    |         | Rafael Vera Yépez     | 3 de mayo | 10:00   |
|         | Cruz del Sur          | 3 - 2     | Universidad San Francisco |         | Leonardo Palacios     | 3 de mayo | 11:00   |
|         | Liga de Quito Amateur | 3 - 2     | Cumandá                   |         | César Aníbal Espinoza | 3 de mayo | 14:00   |
|         | Grupo Siete           | 3 - 9     | Siete de Febrero          |         | Reales Tamarindos     | 3 de mayo | 16:00   |

| Fecha 10 | Fecha 10                  | Fecha 10  | Fecha 10              | Fecha 10 | Fecha 10                 | Fecha 10   | Fecha 10 |
|          | Local                     | Resultado | Visitante             |          | Estadio                  | Fecha      | Hora     |
| -------- | ------------------------- | --------- | --------------------- | -------- | ------------------------ | ---------- | -------- |
|          | Quito                     | 1 - 3     | Unión                 |          | San Antonio de Pichincha | 10 de mayo | 10:00    |
|          | Cumandá                   | 4 - 0     | Grupo Siete           |          | Fedelibap                | 10 de mayo | 15:00    |
|          | Siete de Febrero          | 3 - 0     | Las Palmas            |          | Puebloviejo              | 10 de mayo | 15:00    |
|          | Espuce                    | 3 - 1     | Cruz del Sur          |          | General Rumiñahui        | 10 de mayo | 16:00    |
|          | Unión Española            | 1 - 2     | Liga de Quito Amateur |          | Holcim Arena             | 11 de mayo | 11:00    |
|          | Universidad San Francisco | 0 - 2     | Rocafuerte            |          | Francisco Reinoso        | 11 de mayo | 15:30    |

| Fecha 11 | Fecha 11              | Fecha 11  | Fecha 11                  | Fecha 11 | Fecha 11              | Fecha 11   | Fecha 11 |
|          | Local                 | Resultado | Visitante                 |          | Estadio               | Fecha      | Hora     |
| -------- | --------------------- | --------- | ------------------------- | -------- | --------------------- | ---------- | -------- |
|          | Cruz del Sur          | 1 - 3     | Las Palmas                |          | Aurelio Espinoza      | 14 de mayo | 11:00    |
|          | Grupo Siete           | 1 - 1     | Universidad San Francisco |          | Reales Tamarindos     | 14 de mayo | 12:00    |
|          | Unión Española        | 3 - 2     | Unión                     |          | Holcim Arena          | 14 de mayo | 14:00    |
|          | Liga de Quito Amateur | 1 - 2     | Espuce                    |          | César Aníbal Espinoza | 14 de mayo | 15:00    |
|          | Quito                 | 5 - 1     | Cumandá                   |          | Casa de la Selección  | 14 de mayo | 16:00    |
|          | Siete de Febrero      | 0 - 1     | Rocafuerte                |          | Puebloviejo           | 14 de mayo | 16:00    |

| Fecha 12 | Fecha 12                  | Fecha 12  | Fecha 12              | Fecha 12 | Fecha 12          | Fecha 12   | Fecha 12 |
|          | Local                     | Resultado | Visitante             |          | Estadio           | Fecha      | Hora     |
| -------- | ------------------------- | --------- | --------------------- | -------- | ----------------- | ---------- | -------- |
|          | Unión                     | 4 - 2     | Unión Española        |          | Rafael Vera Yépez | 17 de mayo | 10:00    |
|          | Rocafuerte                | 4 - 1     | Siete de Febrero      |          | Holcim Arena      | 17 de mayo | 15:00    |
|          | Cumandá                   | 1 - 2     | Quito                 |          | Fedelibap         | 17 de mayo | 16:00    |
|          | Las Palmas                | 4 - 1     | Cruz del Sur          |          | Obando y Pacheco  | 18 de mayo | 14:00    |
|          | Universidad San Francisco | 2 - 0     | Grupo Siete           |          | Francisco Reinoso | 18 de mayo | 15:30    |
|          | Espuce                    | 2 - 0     | Liga de Quito Amateur |          | General Rumiñahui | 18 de mayo | 16:00    |

| Fecha 13 | Fecha 13              | Fecha 13  | Fecha 13                  | Fecha 13 | Fecha 13              | Fecha 13   | Fecha 13 |
|          | Local                 | Resultado | Visitante                 |          | Estadio               | Fecha      | Hora     |
| -------- | --------------------- | --------- | ------------------------- | -------- | --------------------- | ---------- | -------- |
|          | Rocafuerte            | 3 - 0     | Universidad San Francisco |          | Holcim Arena          | 24 de mayo | 10:00    |
|          | Unión                 | 0 - 3     | Quito                     |          | Rafael Vera Yépez     | 24 de mayo | 11:00    |
|          | Cruz del Sur          | 1 - 3     | Espuce                    |          | Leonardo Palacios     | 24 de mayo | 14:00    |
|          | Liga de Quito Amateur | 1 - 0     | Unión Española            |          | César Aníbal Espinoza | 25 de mayo | 11:00    |
|          | Las Palmas            | 3 - 4     | Siete de Febrero          |          | Kléver Pazmiño Flores | 25 de mayo | 11:00    |
|          | Grupo Siete           | 1 - 2     | Cumandá                   |          | Reales Tamarindos     | 25 de mayo | 14:00    |

| Fecha 14 | Fecha 14                  | Fecha 14  | Fecha 14              | Fecha 14 | Fecha 14             | Fecha 14   | Fecha 14 |
|          | Local                     | Resultado | Visitante             |          | Estadio              | Fecha      | Hora     |
| -------- | ------------------------- | --------- | --------------------- | -------- | -------------------- | ---------- | -------- |
|          | Quito                     | 1 - 3     | Rocafuerte            |          | Casa de la Selección | 31 de mayo | 14:00    |
|          | Unión Española            | 1 - 0     | Las Palmas            |          | Holcim Arena         | 31 de mayo | 14:30    |
|          | Cumandá                   | 2 - 1     | Liga de Quito Amateur |          | Fedelibap            | 31 de mayo | 16:00    |
|          | Siete de Febrero          | 2 - 0     | Grupo Siete           |          | Puebloviejo          | 31 de mayo | 16:00    |
|          | Espuce                    | 7 - 0     | Unión                 |          | Colegio de Abogados  | 1 de junio | 11:00    |
|          | Universidad San Francisco | 8 - 1     | Cruz del Sur          |          | Francisco Reinoso    | 1 de junio | 15:30    |

| Fecha 15 | Fecha 15              | Fecha 15  | Fecha 15                  | Fecha 15 | Fecha 15              | Fecha 15   | Fecha 15 |
|          | Local                 | Resultado | Visitante                 |          | Estadio               | Fecha      | Hora     |
| -------- | --------------------- | --------- | ------------------------- | -------- | --------------------- | ---------- | -------- |
|          | Unión                 | 1 - 4     | Cumandá                   |          | Rafael Vera Yépez     | 7 de junio | 13:00    |
|          | Liga de Quito Amateur | 1 - 1     | Las Palmas                |          | César Aníbal Espinoza | 7 de junio | 15:00    |
|          | Espuce                | 0 - 0     | Rocafuerte                |          | General Rumiñahui     | 8 de junio | 11:30    |
|          | Cruz del Sur          | 1 - 4     | Siete de Febrero          |          | Leonardo Palacios     | 8 de junio | 12:00    |
|          | Quito                 | 1 - 0     | Universidad San Francisco |          | La Merced             | 8 de junio | 14:00    |
|          | Unión Española        | 1 - 2     | Grupo Siete               |          | Holcim Arena          | 8 de junio | 15:00    |

| Fecha 16 | Fecha 16              | Fecha 16  | Fecha 16                  | Fecha 16 | Fecha 16              | Fecha 16    | Fecha 16 |
|          | Local                 | Resultado | Visitante                 |          | Estadio               | Fecha       | Hora     |
| -------- | --------------------- | --------- | ------------------------- | -------- | --------------------- | ----------- | -------- |
|          | Unión Española        | 1 - 1     | Siete de Febrero          |          | Holcim Arena          | 21 de junio | 10:00    |
|          | Liga de Quito Amateur | 11 - 0    | Grupo Siete               |          | César Aníbal Espinoza | 21 de junio | 10:00    |
|          | Cruz del Sur          | 1 - 4     | Quito                     |          | Leonardo Palacios     | 21 de junio | 12:00    |
|          | Unión                 | 0 - 7     | Rocafuerte                |          | Rafael Vera Yépez     | 21 de junio | 12:00    |
|          | Las Palmas            | 2 - 2     | Cumandá                   |          | Obando y Pacheco      | 21 de junio | 15:00    |
|          | Espuce                | 2 - 1     | Universidad San Francisco |          | General Rumiñahui     | 22 de junio | 12:00    |

| Fecha 17 | Fecha 17              | Fecha 17  | Fecha 17                  | Fecha 17 | Fecha 17              | Fecha 17    | Fecha 17 |
|          | Local                 | Resultado | Visitante                 |          | Estadio               | Fecha       | Hora     |
| -------- | --------------------- | --------- | ------------------------- | -------- | --------------------- | ----------- | -------- |
|          | Las Palmas            | 2 - 1     | Universidad San Francisco |          | Obando y Pacheco      | 28 de junio | 12:00    |
|          | Unión                 | 6 - 2     | Grupo Siete               |          | Rafael Vera Yépez     | 28 de junio | 12:00    |
|          | Cumandá               | 0 - 5     | Rocafuerte                |          | Fedelibap             | 28 de junio | 16:00    |
|          | Unión Española        | 8 - 1     | Cruz del Sur              |          | Holcim Arena          | 29 de junio | 11:30    |
|          | Liga de Quito Amateur | 2 - 0     | Quito                     |          | César Aníbal Espinoza | 29 de junio | 12:00    |
|          | Espuce                | 0 - 1     | Siete de Febrero          |          | General Rumiñahui     | 29 de junio | 12:00    |

| Fecha 18 | Fecha 18                  | Fecha 18  | Fecha 18              | Fecha 18 | Fecha 18            | Fecha 18   | Fecha 18 |
|          | Local                     | Resultado | Visitante             |          | Estadio             | Fecha      | Hora     |
| -------- | ------------------------- | --------- | --------------------- | -------- | ------------------- | ---------- | -------- |
|          | Rocafuerte                | 6 - 0     | Las Palmas            |          | Holcim Arena        | 5 de julio | 09:00    |
|          | Siete de Febrero          | 3 - 1     | Liga de Quito Amateur |          | Puebloviejo         | 5 de julio | 11:00    |
|          | Cruz del Sur              | 3 - 2     | Cumandá               |          | Leonardo Palacios   | 5 de julio | 15:00    |
|          | Espuce                    | 4 - 0     | Grupo Siete           |          | General Rumiñahui   | 6 de julio | 12:00    |
|          | Quito                     | 4 - 1     | Unión Española        |          | Paseo San Francisco | 6 de julio | 12:00    |
|          | Universidad San Francisco | 2 - 0     | Unión                 |          | Francisco Reinoso   | 6 de julio | 15:30    |

| Fecha 19 | Fecha 19                  | Fecha 19  | Fecha 19              | Fecha 19 | Fecha 19          | Fecha 19    | Fecha 19 |
|          | Local                     | Resultado | Visitante             |          | Estadio           | Fecha       | Hora     |
| -------- | ------------------------- | --------- | --------------------- | -------- | ----------------- | ----------- | -------- |
|          | Rocafuerte                | 15 - 0    | Cruz del Sur          |          | Holcim Arena      | 12 de julio | 10:00    |
|          | Las Palmas                | 2 - 2     | Espuce                |          | Obando y Pacheco  | 12 de julio | 11:00    |
|          | Cumandá                   | 1 - 3     | Unión Española        |          | Fedelibap         | 12 de julio | 16:00    |
|          | Universidad San Francisco | 0 - 0     | Siete de Febrero      |          | Francisco Reinoso | 12 de julio | 20:00    |
|          | Grupo Siete               | 1 - 3     | Quito                 |          | Universitario     | 13 de julio | 11:00    |
|          | Unión                     | 2 - 3     | Liga de Quito Amateur |          | Rafael Vera Yépez | 13 de julio | 11:00    |

| Fecha 20 | Fecha 20              | Fecha 20  | Fecha 20                  | Fecha 20 | Fecha 20             | Fecha 20    | Fecha 20 |
|          | Local                 | Resultado | Visitante                 |          | Estadio              | Fecha       | Hora     |
| -------- | --------------------- | --------- | ------------------------- | -------- | -------------------- | ----------- | -------- |
|          | Liga de Quito Amateur | 2 - 1     | Universidad San Francisco |          | Casa Blanca          | 19 de julio | 12:00    |
|          | Unión Española        | 1 - 1     | Espuce                    |          | Holcim Arena         | 19 de julio | 12:30    |
|          | Quito                 | 6 - 1     | Las Palmas                |          | Casa de la Selección | 19 de julio | 16:00    |
|          | Siete de Febrero      | 8 - 0     | Cumandá                   |          | Rafael Vera Yépez    | 20 de julio | 10:00    |
|          | Cruz del Sur          | 4 - 6     | Unión                     |          | Leonardo Palacios    | 20 de julio | 11:00    |
|          | Grupo Siete           | 0 - 10    | Rocafuerte                |          | Reales Tamarindos    | 20 de julio | 14:00    |

| Fecha 21 | Fecha 21                  | Fecha 21  | Fecha 21              | Fecha 21 | Fecha 21             | Fecha 21    | Fecha 21 |
|          | Local                     | Resultado | Visitante             |          | Estadio              | Fecha       | Hora     |
| -------- | ------------------------- | --------- | --------------------- | -------- | -------------------- | ----------- | -------- |
|          | Grupo Siete               | 1 - 0     | Las Palmas            |          | Reales Tamarindos    | 23 de julio | 14:00    |
|          | Cruz del Sur              | 2 - 1     | Liga de Quito Amateur |          | Leonardo Palacios    | 23 de julio | 14:00    |
|          | Universidad San Francisco | 0 - 1     | Cumandá               |          | Francisco Reinoso    | 23 de julio | 16:00    |
|          | Rocafuerte                | 5 - 0     | Unión Española        |          | Holcim Arena         | 23 de julio | 16:00    |
|          | Siete de Febrero          | 3 - 1     | Unión                 |          | Rafael Vera Yépez    | 23 de julio | 16:00    |
|          | Quito                     | 3 - 2     | Espuce                |          | Casa de la Selección | 23 de julio | 16:30    |

| Fecha 22 | Fecha 22                  | Fecha 22  | Fecha 22              | Fecha 22 | Fecha 22                   | Fecha 22    | Fecha 22 |
|          | Local                     | Resultado | Visitante             |          | Estadio                    | Fecha       | Hora     |
| -------- | ------------------------- | --------- | --------------------- | -------- | -------------------------- | ----------- | -------- |
|          | Grupo Siete               | 2 - 0     | Cruz del Sur          |          | Metropolitano Eloy Alfaro  | 2 de agosto | 14:00    |
|          | Las Palmas                | 1 - 3     | Unión                 |          | Liga Dignidad y Justicia   | 2 de agosto | 14:00    |
|          | Cumandá                   | 0 - 0     | Espuce                |          | Fedelibap                  | 2 de agosto | 16:00    |
|          | Universidad San Francisco | 1 - 0     | Unión Española        |          | Francisco Reinoso          | 2 de agosto | 20:00    |
|          | Siete de Febrero          | 0 - 0     | Quito                 |          | Monumental Banco Pichincha | 3 de agosto | 11:00    |
|          | Rocafuerte                | 7 - 1     | Liga de Quito Amateur |          | Monumental Banco Pichincha | 3 de agosto | 13:00    |

|                                           |
| Rocafuerte Fútbol Club Campeón 2.° Título |

## Estadísticas

### Máximas goleadoras
|     | Jugador            | Equipo           |    |
| --- | ------------------ | ---------------- | -- |
| 1.  | Madelin Riera      | Rocafuerte       | 26 |
| 2.  | Giannina Lattanzio | Rocafuerte       | 24 |
| 3.  | Mónica Quinteros   | Siete de Febrero | 20 |
| 4.  | Ámbar Torres       | Rocafuerte       | 18 |
| 5.  | Erika Vásquez      | Rocafuerte       | 17 |
| 6.  | Tomasa Peña        | Siete de Febrero | 16 |
| 7.  | Joshelyn Sánchez   | Espuce           | 14 |
| 8.  | Yulady Macías      | Unión            | 13 |
| 9.  | Dennisse Alomía    | Quito            | 12 |
| 10. | Ingrid Rodríguez   | Rocafuerte       | 12 |